# Vaxholms Trafikaktiebolag
Vaxholms Trafikaktiebolag, VTAB, var ett halvkommunalt bussbolag, som bildades den 12 mars 1947. Syftet var att åstadkomma bussförbindelser mellan Stockholm och Vaxholm. Stockholm-Rimbo Järnvägsaktiebolag, som drev Roslagsbanan motsatte sig detta, varför tillstånd till busstrafik endast gavs för sträckan Vaxholm-Rydbo, varifrån de resande fick fortsätta med tåg in till Stockholms Östra. Först från den 1 maj 1960 kunde Vaxholmsbussarna få fortsätta in till Stockholm och Jarlaplan.
Som ett led av den i Hörjelöverenskommelsen förutsedda samordningen av den lokala kollektivtrafiken i Stockholms län övertogs VTAB den 1 januari 1972 av AB Storstockholms Lokaltrafik, SL. Det drevs länge vidare som dotterbolag, och den formella fusionen ägde rum först år 1980.